# Santuario della Madonna del Piastraio
Il santuario della Madonna del Piastraio è un edificio sacro che si trova in località Piastraio a Stazzema.
Il santuario sorge nascosto tra i boschi ed è raggiungibile solo a piedi attraverso un ripido sentiero. Fu riedificato nell'Ottocento nello stesso sito di un più antico edificio. Innumerevoli ex voto ricoprono le pareti della chiesa a testimonianza di una fortissima, tuttora radicata, devozione mariana.

## Campane
Vicino alla facciata, più precisamente sopra la porta d'ingresso della sacrestia; si trova un'unica campana dal diametro di 60 centimetri, la si suona sempre manualmente. All'interno del santuario c'e una campanella di 10 centimetri di diametro, che ha la funzione di far alzare in piedi i parrocchiani quando il parroco entra per svolgere la funzione.